# 2.ª etapa do Tour de France de 2023
A 2.ª etapa do Tour de France de 2023 teve lugar no domingo 2 de julho de 2023 entre entre Vitoria-Gasteiz-Gasteiz e San Sebastián no País Basco espanhol, numa distância de 208,9 km.

## Percurso
A segunda etapa desta grande saída do País Basco espanhol presente, como a primeira etapa, um perfil acidentado. O percurso orienta-se globalmente para o nordeste, ligando a capital administrativa basca Vitoria-Gasteiz, afastada nas terras, à capital turística basca San Sebastián, localizada na costa cantábrica. De comprimento de 208,9 quilómetros, trata-se da etapa mais longa deste 110.º edição do Tour de France.
O traçado estreia pela travesiaa de um longo palco perto de cinquenta quilómetros a quinhentos metros de altitude. O sprint intermediário toma lugar a Legutio (km 40,6). Seguem-se quatro curtas subidas : o col de Udana (3.ª categoria, km 81, 4,5 km ao 5,1 %), a subida de Aztiria (4.ª categoria, km 87,5, 2,7 km ao 5,3 %), a subida de Alkiza (3.ª categoria, km 141, 4,2 km ao 5,7 %) e a subida de Gurutze (4.ª categoria, km 174, 2,6 km ao 4,7 %).
O final da etapa decorre nas estradas conhecidas da Clássica de San Sebastián, com a última subida no programa, o Alto de Jaizkibel, (2.ª categoria, km 192,5, 8,1 km ao 5,3 %), cuja cimeira se localiza a 16 500 m da chegada à beira mar, em San Sebastián.

## Desenvolvimento da corrida
Vítima de uma queda na véspera, a Equatoriano Richard Carapaz (EF education-EasyPost) não saiu na partida.
A saída real foi atrasada alguns minutos na continuação dos problemas do belga Stan Dewulf (AG2R Citroën). Os numerosos corredores apresentaram interesse para a formação de fuga ; finalmente, só estava composta de três corredores : o camisola às bolinhas, o americano Neilson Powless (EF education-EasyPost), o francês Rémi Cavagna (Soudal Quick-Step) e o norueguês Edvald Boasson Hagen (TotalEnergies). Ao sprint intermediário de Legutio, Boasson Hagen avança sobre Cavagna ; no pelotão, a quatro minutos e vinte e nove segundos, o belga Jasper Philipsen (Alpecin-Deceuninck) precede o australiano Sam Welsford (DSM-Firmenich).
Forte e legitimado pela sua camisola de bolinhas vermelhas, Neilson Powless passa em cabeça à cimeira das duas primeiras subidas, o col de Udana (3.ª categoria, km 81, 4,5 km ao 5,1 %) e a subida de Aztiria (4.ª categoria, km 87,5, 2,7 km ao 5,3 %) ; a separação com o pelotão no alto desta última é de três minutos e vinte e cinco segundos. Em Tolosa, a fuga conta dois minutos e quarenta e dois segundos de antemão ao pelotão. Na subida de Alkiza (3.ª categoria, km 141, 4,2 km ao 5,7 %), Rémi Cavagna é retomado pelo pelotão ; à cimeira, Neilson Powless passa em cabeça ante Boasson Hagen, com um minuto e cinquenta-e-um segundos de antemão ao pelotão. O americano passa novamente em cabeça à cimeira da subida de Gurutze (4.ª categoria}, km 174, 2,6 km ao 4,7 %), com trinta e nove segundos de antemão ao norueguês ; o pelotão conta um atraso de um minuto e cinquenta e cinco segundos.
Ao pé do subida final do Jaizkibel (2.ª categoria, km 192,5, 8,1 km ao 5,3 %), Neilson Powless conta um avanço de um minuto e vinte e nove segundos ao pelotão ; é retomado finalmente a 2 700 metros da cimeira, nas mais duras percentagens. O ritmo impresso pela equipa UAE Team Emirates do camisola amarela britânico Adam Yates e do camisola branca esloveno Tadej Pogačar asseguram progressivamente o pelotão. À cimeira, esta último passa em cabeça, seguido na sua sombra pelo dinamarquês Jonas Vingegaard (Jumbo-Visma), ambos recuperam segundos de bonificações. Na descida, o vencedor do Tour de France de 2022 nega a colaborar, provocando a reagrupação de vinte e quatro corredores, no qual se encontram, entre os demais, os irmãos gémeos Adam e Simon Yates (Jayco AlUla), os três últimos vencedores diferentes do Tour de France (o colombiano Egan Bernal (Ineos Grenadiers), Tadej Pogačar e Jonas Vingegaard), o britânico Thomas Pidcock (Ineos Grenadiers), o australiano Jai Hindley (Bora-Hansgrohe), o belga Wout van Aert (Jumbo-Visma) ultra-favorito em caso de chegada agrupada, o dinamarquês Mattias Skjelmose Jensen (Lidl-Trek), ambos espanhóis Pello Bilbao e Mikel Landa (Bahrain Victorious), ambos franceses Romain Bardet (DSM-Firmenich) e David Gaudu (Groupama-FDJ), o italiano Giulio Ciccone (Lidl-Trek).
Certos corredores, pretendentes à vitória final, são alcançados na ascensão do Jaizkibel, como : o australiano Ben O'Connor (AG2R Citroën), os três franceses Julian Alaphilippe (Soudal Quick-Stepp), Guillaume Martin (Cofidis) e Thibaut Pinot (Groupama-FDJ), o norueguês Tobias Halland Johannessen (Uno-X) ou ainda o sul-africano Louis Meintjes (Intermarché-Circus-Wanty).
A 10 quilómetros da chegada, Pello Bilbao tenta de escapar-se, depois é retomado a 5 400 metros da chegada, momento onde o campeão da Alemanha Emanuel Buchmann (Bora-Hansgrohe) decide de atacar, é retomado igualmente, perto de oitocentos metros mais tarde. A três quilómetros da chegada, Tom Pidcock ataca à sua vez, mas é seguido imediatamente por Wout van Aert. A 2 500 metros do objetivo final, Mattias Skjelmose Jensen tenta igualmente, em vão. Baixo a flamme rouge (último quilómetro), o francês Victor Lafay (Cofidis) faz o ataque decisivo, resiste ao regresso do grupo da camisola amarela, trazido por Wout van Aert, e vence com alguns metros de antemão ao belga e Tadej Pogačar, pondo no momento o final de quinze anos de falta de triunfos da equipa Cofidis no Tour de France, primeira vitória de etapa também desde o francês Sylvain Chavanel em Montluçon em 2008. O grupo de sete corredores no qual estava Ben O'Connor corta a linha com um atraso de cinquenta e oito segundos. O grupo de treze corredores, com Alaphilippe e Pinot, conta finalmente um atraso de dois minutos e vinte e cinco segundos.
Ao nível das diferentes classificações : Adam Yates conserva a sua camisola amarela, também como seu colega Tadej Pogačar com o camisola branca e como Neilson Powless com seu camisola de bolinhas, ele ganha igualmente o prémio da combatividade. A equipa Jumbo-Visma fica à frente do classificação por equipas. Graças à sua vitória de etapa, Victor Lafay herda a camisola verde.

## Classificação da etapa
| Vitoria-Gasteiz - San Sebastián | etapa escarpada | (208,9 km) |

| \| Classificação por etapas \| Classificação por etapas \| Classificação por etapas \| Classificação por etapas \| Classificação por etapas \| \| Ciclista \| Ciclista \| Equipe \| Tempo \| \| \| ------------------------ \| ------------------------ \| ------------------------ \| ------------------------ \| ------------------------ \| \| 1. \| Victor Lafay \| Cofidis \| 4h46m39s \| \| \| 2. \| Wout van Aert \| Jumbo-Visma \| + 0s \| \| \| 3. \| Tadej Pogačar \| UAE Team Emirates \| + 0s \| \| \| 4. \| Thomas Pidcock \| Ineos Grenadiers \| + 0s \| \| \| 5. \| Pello Bilbao \| Bahrain Victorious \| + 0s \| \| \| 6. \| Michael Woods \| Israel-Premier Tech \| + 0s \| \| \| 7. \| Romain Bardet \| Team DSM-Firmenich \| + 0s \| \| \| 8. \| Dylan Teuns \| Israel-Premier Tech \| + 0s \| \| \| 9. \| Jai Hindley \| Bora-Hansgrohe \| + 0s \| \| \| 10. \| Steff Cras \| TotalEnergies \| + 0s \| \| |                |                     |          |
| |                |                     |          |
| Fonte: ProCyclingStats |                |                     |          |
| Classificação por etapas |                |                     |          |
| Ciclista | Ciclista       | Equipe              | Tempo    |
| 1. | Victor Lafay   | Cofidis             | 4h46m39s |
| 2. | Wout van Aert  | Jumbo-Visma         | + 0s     |
| 3. | Tadej Pogačar  | UAE Team Emirates   | + 0s     |
| 4. | Thomas Pidcock | Ineos Grenadiers    | + 0s     |
| 5. | Pello Bilbao   | Bahrain Victorious  | + 0s     |
| 6. | Michael Woods  | Israel-Premier Tech | + 0s     |
| 7. | Romain Bardet  | Team DSM-Firmenich  | + 0s     |
| 8. | Dylan Teuns    | Israel-Premier Tech | + 0s     |
| 9. | Jai Hindley    | Bora-Hansgrohe      | + 0s     |
| 10. | Steff Cras     | TotalEnergies       | + 0s     |

## Classificações ao final da etapa

### Classificação geral(Maillot Jaune)
| \| Classificação geral \| Classificação geral \| Classificação geral \| Classificação geral \| Classificação geral \| \| Ciclista \| Ciclista \| Equipe \| Tempo \| \| \| ------------------- \| ------------------- \| ------------------- \| ------------------- \| ------------------- \| \| 1. \| Adam Yates \| UAE Team Emirates \| 9h09m18s \| \| \| 2. \| Tadej Pogačar \| UAE Team Emirates \| + 6s \| \| \| 3. \| Simon Yates \| Team Jayco AlUla \| + 6s \| \| \| 4. \| Victor Lafay \| Cofidis \| + 12s \| \| \| 5. \| Wout van Aert \| Jumbo-Visma \| + 16s \| \| \| 6. \| Jonas Vingegaard \| Jumbo-Visma \| + 17s \| \| \| 7. \| Michael Woods \| Israel-Premier Tech \| + 22s \| \| \| 8. \| Jai Hindley \| Bora-Hansgrohe \| + 22s \| \| \| 9. \| Mikel Landa \| Bahrain Victorious \| + 22s \| \| \| 10. \| Carlos Rodríguez \| Ineos Grenadiers \| + 22s \| \| |                  |                     |          |
| |                  |                     |          |
| Fonte: ProCyclingStats |                  |                     |          |
| Classificação geral |                  |                     |          |
| Ciclista | Ciclista         | Equipe              | Tempo    |
| 1. | Adam Yates       | UAE Team Emirates   | 9h09m18s |
| 2. | Tadej Pogačar    | UAE Team Emirates   | + 6s     |
| 3. | Simon Yates      | Team Jayco AlUla    | + 6s     |
| 4. | Victor Lafay     | Cofidis             | + 12s    |
| 5. | Wout van Aert    | Jumbo-Visma         | + 16s    |
| 6. | Jonas Vingegaard | Jumbo-Visma         | + 17s    |
| 7. | Michael Woods    | Israel-Premier Tech | + 22s    |
| 8. | Jai Hindley      | Bora-Hansgrohe      | + 22s    |
| 9. | Mikel Landa      | Bahrain Victorious  | + 22s    |
| 10. | Carlos Rodríguez | Ineos Grenadiers    | + 22s    |

### Classificação por pontos(Maillot Vert)
| Classificação por pontos | Classificação por pontos | Classificação por pontos | Classificação por pontos | Classificação por pontos |
| Ciclista                 | Ciclista                 | Equipe                   | Pontos                   |                          |
| ------------------------ | ------------------------ | ------------------------ | ------------------------ | ------------------------ |
| 1.                       | Victor Lafay             | Cofidis                  | 65 pts                   |                          |
| 2.                       | Tadej Pogačar            | UAE Team Emirates        | 42 pts                   |                          |
| 3.                       | Wout van Aert            | Jumbo-Visma              | 36 pts                   |                          |
| 4.                       | Michael Woods            | Israel-Premier Tech      | 31 pts                   |                          |
| 5.                       | Adam Yates               | UAE Team Emirates        | 30 pts                   |                          |
| 6.                       | Simon Yates              | Team Jayco AlUla         | 25 pts                   |                          |
| 7.                       | Jai Hindley              | Bora-Hansgrohe           | 21 pts                   |                          |
| 8.                       | Jasper Philipsen         | Alpecin-Deceuninck       | 21 pts                   |                          |
| 9.                       | Pascal Eenkhoorn         | Lotto Dstny              | 20 pts                   |                          |
| 10.                      | Edvald Boasson Hagen     | TotalEnergies            | 20 pts                   |                          |

### Classificação da montanha(Maillot à Pois Rouges)
| Classificação da montanha | Classificação da montanha | Classificação da montanha | Classificação da montanha | Classificação da montanha |
| Ciclista                  | Ciclista                  | Equipe                    | Pontos                    |                           |
| ------------------------- | ------------------------- | ------------------------- | ------------------------- | ------------------------- |
| 1.                        | Neilson Powless           | EF Education-EasyPost     | 11 pts                    |                           |
| 2.                        | Tadej Pogačar             | UAE Team Emirates         | 7 pts                     |                           |
| 3.                        | Jonas Vingegaard          | Jumbo-Visma               | 4 pts                     |                           |
| 4.                        | Pascal Eenkhoorn          | Lotto Dstny               | 3 pts                     |                           |
| 5.                        | Georg Zimmermann          | Intermarché-Circus-Wanty  | 3 pts                     |                           |
| 6.                        | Jonas Gregaard            | Uno-X Pro Cycling Team    | 2 pts                     |                           |
| 7.                        | Simon Yates               | Team Jayco AlUla          | 2 pts                     |                           |
| 8.                        | Esteban Chaves            | EF Education-EasyPost     | 2 pts                     |                           |
| 9.                        | Edvald Boasson Hagen      | TotalEnergies             | 2 pts                     |                           |
| 10.                       | Jonas Abrahamsen          | Uno-X Pro Cycling Team    | 1 pt                      |                           |

### Classificação do melhor jovem(Maillot Blanc)
| Classificação dos jovens | Classificação dos jovens   | Classificação dos jovens | Classificação dos jovens | Classificação dos jovens |
| Ciclista                 | Ciclista                   | Equipe                   | Tempo                    |                          |
| ------------------------ | -------------------------- | ------------------------ | ------------------------ | ------------------------ |
| 1.                       | Tadej Pogačar              | UAE Team Emirates        | 9h09m24s                 |                          |
| 2.                       | Carlos Rodríguez           | Ineos Grenadiers         | + 16s                    |                          |
| 3.                       | Mattias Skjelmose          | Lidl-Trek                | + 16s                    |                          |
| 4.                       | Thomas Pidcock             | Ineos Grenadiers         | + 37s                    |                          |
| 5.                       | Tobias Halland Johannessen | Uno-X Pro Cycling Team   | + 3m02s                  |                          |
| 6.                       | Matthew Dinham             | Team DSM-Firmenich       | + 3m02s                  |                          |
| 7.                       | Corbin Strong              | Israel-Premier Tech      | + 5m37s                  |                          |
| 8.                       | Félix Gall                 | AG2R Citroën Team        | + 5m37s                  |                          |
| 9.                       | Mathieu Burgaudeau         | TotalEnergies            | + 10m54s                 |                          |
| 10.                      | Matis Louvel               | Arkéa-Samsic             | + 10m54s                 |                          |

### Classificação por equipas(Classement par Équipe)
| Classificação por equipes | Classificação por equipes | Classificação por equipes | Classificação por equipes |
| Equipe                    | Equipe                    | Tempo                     |                           |
| ------------------------- | ------------------------- | ------------------------- | ------------------------- |
| 1.                        | Jumbo-Visma               | 27h29m00s                 |                           |
| 2.                        | Bahrain Victorious        | + 42s                     |                           |
| 3.                        | Ineos Grenadiers          | + 42s                     |                           |
| 4.                        | UAE Team Emirates         | + 1m07s                   |                           |
| 5.                        | Lidl-Trek                 | + 3m26s                   |                           |
| 6.                        | Groupama-FDJ              | + 5m11s                   |                           |
| 7.                        | Israel-Premier Tech       | + 5m42s                   |                           |
| 8.                        | Bora-Hansgrohe            | + 8m46s                   |                           |
| 9.                        | AG2R Citroën Team         | + 9m26s                   |                           |
| 10.                       | Team DSM-Firmenich        | + 13m31s                  |                           |

## Abandonos
Um único corredor abandona durante a 2. ª etapa.:
- Richard Carapaz (EF education-EasyPost) : não saiu